# Diego Corrientes (película de 1959)
Diego Corrientes es una película española de aventuras estrenada el 31 de agosto de 1959, producida, coescrita y dirigida por Antonio Isasi-Isasmendi y protagonizada en los papeles principales por José Suárez, Marisa de Leza, Eulalia del Pino y Milo Quesada. Está basada en la vida del famoso bandolero sevillano Diego Corrientes Mateos que vivió en el siglo XVIII.

## Sinopsis
La avaricia y usura del conde de Albanes tiene enardecido al pueblo donde vive Diego Corrientes. Éste se enfrenta al tiránico conde y éste se venga de él haciéndolo azotar en el bosque. Tras haber sido rescatado por Beatriz, la prometida del conde, Diego es apresado de nuevo, consiguiendo escapar de la galera que le conduce a Sevilla, pero en la refriega muere accidentalmente un soldado, lo que provoca que Diego sea acusado de asesinato. En ese momento Diego Corrientes forma una banda con unos cuantos campesinos desahuciados y huye a la serranía, dedicándose a robar a los ricos para repartirlo entre los pobres.

## Reparto
- José Suárez como Diego Corrientes.
- Marisa de Leza como Beatriz.
- Eulalia del Pino como Carmela.
- Milo Quesada como Conde de Albanes.
- Jesús Colomer como Agustín.
- José Marco como Martín.
- Luis Induni como Mochuelo
- Josep Maria Angelat
- Rafael Bardem
- Manuel Bronchud
- Margarita Lozano